# Emakumeen Bira

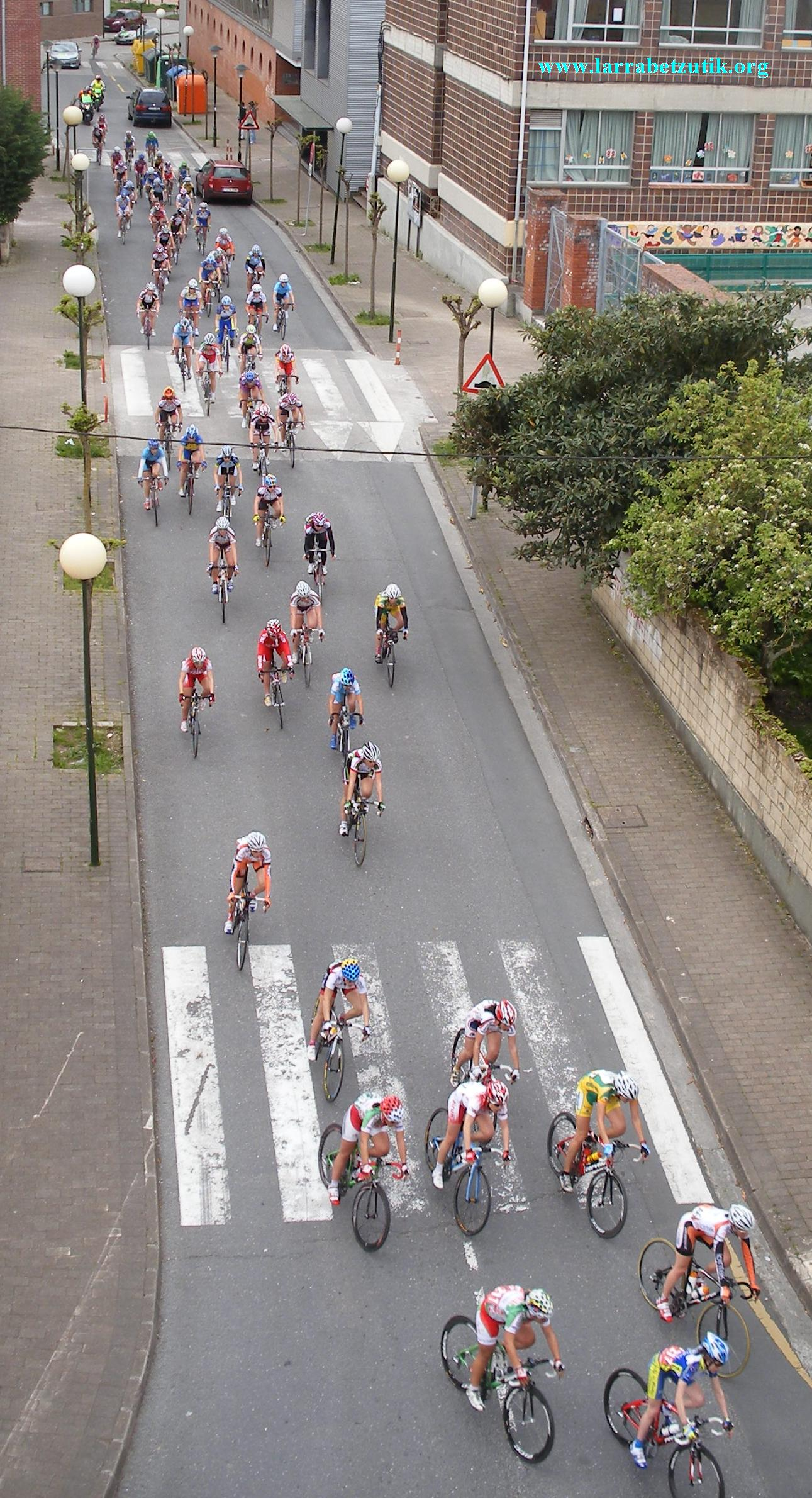
Emakumeen Bira 2010

Die Emakumeen Bira (bask. für dt.: „Frauenrundfahrt“) war ein Etappenrennen im Straßenradsport der Frauen, das jährlich im Juni im Baskenland ausgetragen wurde.
Das Rennen wurde 1988 erstmals ausgetragen, lief zunächst über zwei Etappen und wurde bis 2007 auf fünf Etappen ausgebaut. Eine der Etappen war immer eine Doppeletappe. Im Jahr 202 wurde es in den Kalender der Union Cycliste Internationale aufgenommen und war in den Jahren 2018 und 2019 Teil der UCI Women’s WorldTour 
Rekord-Siegerin mit drei Erfolgen ist die Deutsche Hanka Kupfernagel.
Im September 2019 wurde mitgeteilt, das die Austragung des Jahres die letzte gewesen sei, da die Veranstaltung nicht ausreichend von der baskischen Regierung finanziell unterstützt werde, im Gegensatz zu den Männerrennen Clásica San Sebastián und zur Baskenland-Rundfahrt. Der Organisator Augustin Ruíz erklärte, diese Ungleichbehandlung sei inakzeptabel. Laut Angaben der baskischen Regierung war ein neues Frauenrennen ab 2021 geplant.

## Palmarès
- 2019  Elisa Longo Borghini
- 2018  Amanda Spratt
- 2017  Ashleigh Moolman
- 2016  Emma Johansson
- 2015  Katarzyna Niewiadoma
- 2014  Pauline Ferrand-Prévot
- 2013  Emma Johansson
- 2012  Judith Arndt
- 2011  Marianne Vos
- 2010  Claudia Häusler
- 2009  Judith Arndt
- 2008  Marianne Vos
- 2007  Susanne Ljungskog
- 2006  Fabiana Luperini
- 2005  Swetlana Bubnenkowa
- 2004  Joane Somarriba
- 2003  Mirjam Melchers
- 2002  Edita Pučinskaitė
- 2001  Joane Somarriba
- 2000  Leontien van Moorsel
- 1999  Hanka Kupfernagel
- 1998  Hanka Kupfernagel
- 1997  Hanka Kupfernagel
- 1996  Teodora Ruano Sanchón
- 1995  Jeannie Longo-Ciprelli
- 1994  Alena Barillová
- 1993  Alena Barillová
- 1992  Lenka Ilavská